# 量刑 (テレビドラマ)
『量刑』は夏樹静子作の同名小説を原作とするテレビドラマ。

## 2002年
『量刑』はNHKデジタル衛星ハイビジョンの「HVサスペンス」（ハイビジョンサスペンス）枠で2002年6月15日に放送されたテレビドラマ。本放送終了後2002年9月20日と同年12月30日にNHK総合テレビジョンでも放送された。12月30日のタイトルは「夏樹静子の量刑〜脅された法廷」

### 出演者
- 神谷正義：中村雅俊
- 上村岬：羽田美智子
- 松本由佳：桜井幸子
- 星昇：西村雅彦
- 真理：村井美樹
- 細木美和

### スタッフ
- 脚本：佐伯俊道

## 2009年
2009年5月25日に『法廷サスペンススペシャル 量刑』がTBSの月曜ゴールデンで放送された。

### 出演者
- 高橋英樹、風間トオル、佐藤仁美、前田愛、林泰文、江口のりこ、中根徹、樋口浩二、吉満涼太、戸辺俊介、高尾祥子、徳井優、田山涼成、柄本明

### スタッフ
- 原作：夏樹静子『量刑』
- 脚本：西岡琢也
- 監督：松原信吾